# Danh sách chi Pelycosauria

## A
- Aerosaurus
- Angelosaurus
- Anglosaurus
- Apsisaurus
- Archaeobelus
- Archaeothyris
- Archaeovenator
- Arribasaurus

## B
| Mục lục: | A B C D E F G H I J K L M N O P Q R S T U V W X Y Z |

- Baldwinonus
- Basicranodon
- Bathyglyptus
- Bathygnathus
- Brachycnemius

## C
| Mục lục: | A B C D E F G H I J K L M N O P Q R S T U V W X Y Z |

- Callibrachion
- Casea
- Caseoides
- Caseopsis
- Clepsydrops
- Colobomycter
- Cotylorhynchus
- Cryptovenator
- Ctenorhachis
- Ctenospondylus
- Cutleria

## D
| Mục lục: | A B C D E F G H I J K L M N O P Q R S T U V W X Y Z |

- Delorhynchus
- Datheosaurus
- Dimacrodon
- Dimetrodon

## E
| Mục lục: | A B C D E F G H I J K L M N O P Q R S T U V W X Y Z |

- Echinerpeton
- Edaphosaurus
- Elcabrosaurus
- Elliotsmithia
- Embolophorus
- Ennatosaurus
- Eothyris
- Eumatthevia
- Euromycter

## G
| Mục lục: | A B C D E F G H I J K L M N O P Q R S T U V W X Y Z |

- Glaucosaurus

## H
| Mục lục: | A B C D E F G H I J K L M N O P Q R S T U V W X Y Z |

- Haptodus
- Heleosaurus

## I
| Mục lục: | A B C D E F G H I J K L M N O P Q R S T U V W X Y Z |

- Ianthasaurus
- Ianthodon
- Ianthosaurus

## L
| Mục lục: | A B C D E F G H I J K L M N O P Q R S T U V W X Y Z |

- Lupeosaurus

## M
| Mục lục: | A B C D E F G H I J K L M N O P Q R S T U V W X Y Z |

- Macromerion
- Mesenosaurus
- Milosaurus
- Mycterosaurus

## N
| Mục lục: | A B C D E F G H I J K L M N O P Q R S T U V W X Y Z |

- Naosaurus
- Neosaurus
- Nitosaurus

## O
| Mục lục: | A B C D E F G H I J K L M N O P Q R S T U V W X Y Z |

- Oedaleops
- Ophiacodon
- Oromycter
- Oxyodon

## P
| Mục lục: | A B C D E F G H I J K L M N O P Q R S T U V W X Y Z |

- Palaeohatteria
- Palaeosphenodon
- Pantelosaurus
- Phreatophasma
- Poecilospondylus
- Poliosaurus
- Protoclepsydrops
- Pyozia

## R
| Mục lục: | A B C D E F G H I J K L M N O P Q R S T U V W X Y Z |

- Ruthenosaurus
- Ruthiromia

## S
| Mục lục: | A B C D E F G H I J K L M N O P Q R S T U V W X Y Z |

- Scoliomus
- Secodontosaurus
- Sphenacodon
- Stereophallodon
- Stereorhachis

## T
| Mục lục: | A B C D E F G H I J K L M N O P Q R S T U V W X Y Z |

- Theropleura
- Therosaurus
- Thrausmosaurus
- Trichasaurus
- Trispondylus

## V
| Mục lục: | A B C D E F G H I J K L M N O P Q R S T U V W X Y Z |

- Varanodon
- Varanops
- Varanosaurus

## W
| Mục lục: | A B C D E F G H I J K L M N O P Q R S T U V W X Y Z |

- Watongia
- Winfeldia

## X
| Mục lục: | A B C D E F G H I J K L M N O P Q R S T U V W X Y Z |

- Xyrospondylus